# Coccidioidomycosis
A coccidioidomycosis egy gombás betegség, melyet a  Coccidioides immitis vagy a Coccidioides posadasii okoz.
Endemiás jellegű betegség Arizona, Kalifornia, Nevada, Új-Mexikó, Texas, Utah és Mexikó egyes részein.
A C. immitis gomba a talajban él  .  Hosszú száraz időszakokban spóra formában él, majd szálas penésszé alakul,  melyről spórák válnak le esős időszakban. A spórák (ún. arthroconidia)
a levegőbe kerülhetnek a talaj megbolygatása során, szántáskor vagy építkezésekkor. A fertőzést a spórák belégzése okozza. A betegség emberről emberre nem terjed. A C. immitis egy  dimorf szaprofita gomba, amely myceliumot alkot a talajban és  gömbszerű formát ölt a gazdaszervezetben.
A betegség általában enyhe, influenzaszerű tünetekkel és kiütésekkel. A Mayo Clinic becslései szerint egyes fertőzött területeken a lakosság fele érintett lehet. Esetenként arra különösen hajlamos emberekben pl terhes nőkben, legyengült immunrendszerű betegekben súlyos és halálos szövődményeket is okozhat.
Szövődményei lehetnek a súlyos tüdőgyulladás és disszeminált betegség, amikor a gomba más szervrendszerekre is átterjedhet. A disszeminált betegség bőrfekélyt, tályogot, csontsérülést, ízületi panaszokat, szívgyulladást, húgyúti problémákat, agyhártyagyulladást okozhat, ami halálhoz vezethet.
A tünetek között influenza-szerű megbetegedés, láz, fejfájás, kiütések, izomfájdalom fordulhat elő. Egyes betegek állapota nem javul, ilyenkor krónikus tüdőgyulladás vagy az egész szervezetben elterjedő disszeminált fertőzés alakul ki, ami ráterjed az agyhártyákra, a lágyszövetekre, az ízületekre és a csontokra is.
HIV-fertőzött betegekben súlyos tüdőbetegség alakulhat ki, ami  halálos lehet.